# 小行星1595
小行星1595（1595 Tanga）是一颗围绕太阳公转的小行星。1930年6月19日，西里爾·傑克遜、哈里·埃德溫·伍德在约翰内斯堡发现了此天体。
該小行星以坦尚尼亞的城市坦噶命名。
这颗小行星的绝对星等为188.82929等。